# Hydropsyche piatrix
Hydropsyche piatrix là một loài Trichoptera trong họ Hydropsychidae. Chúng phân bố ở miền Tân bắc.